# ガマアンコウ目
ガマアンコウ目（英：Batrachoidiformes）は、硬骨魚類の分類群の一つ。ガマアンコウ科 Batrachoididae 1科のみ、23属83種で構成される。バトラコイデス目とも呼ばれる。日本の近海には分布しない。

## 概要
ガマアンコウ目の魚類は縦方向につぶれた縦扁型をしており、頭部と口が大きい。この姿がカエルを連想させることから、英語ではToadfish（ヒキガエルのような魚）と呼ばれる。同じ側棘鰭上目に属するアンコウ目とは異なるグループである。
ガマアンコウ亜科は大西洋、インド洋、東部太平洋にかけての浅い海に分布するが、日本近海を含む西部太平洋には生息していない。イサリビガマアンコウ亜科・フチガマアンコウ亜科の魚類は東部太平洋・西部大西洋のみに分布する。多くは海水魚だが、汽水域から淡水に進出した種類もある。
ほとんどの種類には鱗がなく、褐色調の体色をしている。眼は背中寄りについている。腹鰭は胸鰭より前方、喉の位置にあり、1本の棘条と2-3本の軟条で構成される。肋骨と上耳骨を持たない。浮き袋を使って大きな音を出すことができる種類がいる。また、水の外でも数時間程度生きられる種類もいる。
ガマアンコウ類は耳石の観察が行いやすいことから時に実験動物として用いられ、スペースシャトルに搭載されて宇宙酔いの研究材料になったこともある。また、「ライオン・フィッシュ」、「トード・フィッシュ」・「淡水アンコウ」などの名称で観賞魚店で売られることもあり、熱帯魚愛好家には意外に知名度が高い魚種でもある。

## 分類
ガマアンコウ目ガマアンコウ科の下に4亜科が置かれ、計23属83種を含む。

### ガマアンコウ科
ガマアンコウ科 Batrachoididae は4亜科23属。

#### ガマアンコウ亜科

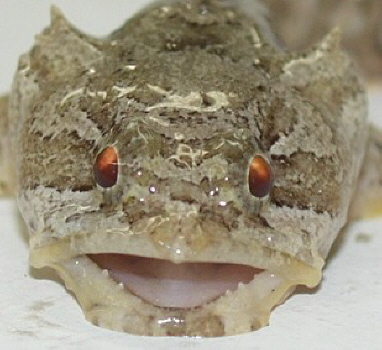
Opsanus beta（ガマアンコウ亜科）

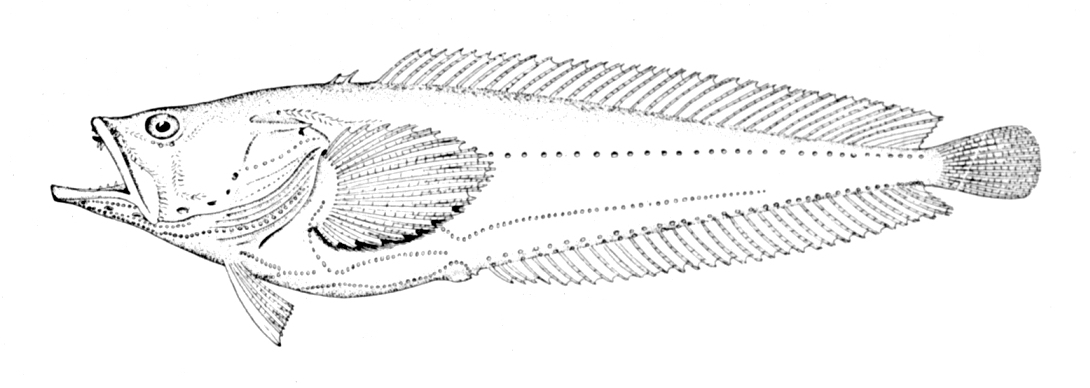
Porichthys porosissimus（イサリビガマアンコウ属）

ガマアンコウ亜科 Batrachoidinae は6属からなり、24種が記載される。背鰭の棘条が3本ある。下鰓蓋骨にトゲを持つ。発光器・毒腺・犬歯を持たない。側線は1あるいは3本。サンゴ礁域で生活する Sanopus 属を除き、多くは海水域から汽水域にかけての砂泥底に棲む。
- ウミガマ属 Amphichthys
- ガマアンコウ属 Batrachoides
- Opsanus 属
- Potamobatrachus 属
- Sanopus 属

#### Halophryninae 亜科
Halophryninae 亜科 は13属52種。背鰭の棘条は3本。元々はガマアンコウ亜科に分類されていた。
- Allenbatrachus 属
- Austrobatrachus 属
- Barchatus 属
- Batrachomoeus 属
- Batrichthys 属
- Bifax 属
- Chatrabus 属
- Colletteichthys 属
- Halobatrachus 属
- Halophryne 属
- Perulibatrachus 属
- Riekertia 属
- Triathalassothia 属

#### イサリビガマアンコウ亜科
イサリビガマアンコウ亜科 Porichthynae は2属14種。背鰭の棘条は2本。下鰓蓋骨にトゲはない。鱗・毒腺を持たない。犬歯があり、イサリビガマアンコウ属の一部が発光器を持つ。イサリビガマアンコウ属の側線は4本である。
- イサリビガマアンコウ属 Porichthys
- Aphos 属

#### フチガマアンコウ亜科
フチガマアンコウ亜科 Thlassophryninae は2属11種。背鰭の棘条は2本で、鰓蓋骨にあるトゲとともに中が管状になっている。この管は毒腺と連続しており、刺された場合強い痛みを伴う。鱗・発光器・犬歯を持たない。側線は欠いているか1本のみ。2属の区別は背鰭・臀鰭の鰭条数による。一部にコロンビアの淡水域あるいはアマゾン川に生息する種類がある。
- フチガマアンコウ属 Thalassophryne
- Daector 属